# جيرالد ليفينسون
جيرالد ليفينسون (بالإنجليزية: Gerald Levinson)‏ هو ملحن أمريكي، ولد في 22 يونيو 1951 في ويستبورت (كونيتيكت) في الولايات المتحدة.

## وصلات خارجية
- جيرالد ليفينسون على موقع ميوزك برينز (الإنجليزية)
- جيرالد ليفينسون على موقع ديسكوغز (الإنجليزية)